# Millennium (serie televisiva)
Millennium è una serie televisiva statunitense ideata da Chris Carter e trasmessa negli Stati Uniti dal 1996 al 1999. La serie, composta da tre stagioni e ambientata negli anni appena precedenti l'avvento del terzo millennio, tratta temi riguardanti gli assassini seriali associandoli all'escatologia e riconducendoli a un'ipotetica imminente fine del mondo.

## Descrizione
Millennium ha come protagonista l'attore Lance Henriksen nel ruolo dell'investigatore Frank Black, un ex agente dell'FBI che ha l'abilità di "vedere" ciò che vedono gli assassini, quindi di poter risalire ad essi; Black si è trasferito a Seattle, insieme alla moglie Catherine e alla figlia Jordan, per cercare una via di fuga dalla crescente violenza e dalla minaccia rappresentata da una serie di polaroid raffiguranti la propria famiglia ricevute tramite lettere anonime, ma viene convinto a collaborare con il misterioso Gruppo Millennium, il quale risulta essere in seguito anch'esso fonte di attività criminosa.

## Origini
Dopo il successo delle prime stagioni di X-Files, la Fox chiese a Chris Carter la produzione di una nuova serie televisiva; Carter aveva già in mente una serie basata sull'incombente fine del millennio, con una sequela di omicidi e fatti misteriosi apparentemente correlati a tale evento, quindi sviluppò questa idea. Durante la pianificazione le sue principali influenze furono la Bibbia, Fëdor Dostoevskij e Mary Shelley.
L'idea originale di Chris Carter per Millennium era una serie che presentasse un punto di vista del mondo più maturo dalla prospettiva di un agente di polizia di quanto non avesse fatto in X-Files. Per ottenere ciò Carter giudicò necessario scritturare per il ruolo di Frank Black un attore più anziano di David Duchovny. Carter preferiva Lance Henriksen nel ruolo principale e fece pressione sui produttori alla 20th Century Fox affinché approvassero la scelta di Henriksen. Carter si spinse fino al seguire personalmente Henriksen, e alla fine lo convinse ad accettare il ruolo proposto lasciandogli una copia del copione fuori dalla porta della sua camera d'albergo. Henriksen fu convinto dalla forza del copione.

## Episodi
| Stagione                     | Episodi | Prima TV originale | Prima TV Italia |
| ---------------------------- | ------- | ------------------ | --------------- |
| Prima stagione               | 22      | 1996-1997          | 1997-1999       |
| Seconda stagione             | 23      | 1997-1998          | 1999-2002       |
| Terza stagione               | 22      | 1998-1999          | 2002            |
| Millennium (episodio finale) | 1       | 1999               | 2000            |

## Personaggi e interpreti

### Principali
- Frank Black (stagioni 1-3), interpretato da Lance Henriksen, doppiato da Ennio Coltorti.
- Catherine Black (stagioni 1-2), interpretata da Megan Gallagher, doppiata da Liliana Sorrentino.
- Jordan Black (stagioni 1-3), interpretata da Brittany Tiplady, doppiata da Joy Saltarelli.
- Emma Hollis (stagione 3), interpretata da Klea Scott, doppiata da Chiara Salerno.

### Ricorrenti
- Peter Watts (stagioni 1-3), interpretato da Terry O'Quinn, doppiato da Carlo Reali.
- Tenente Bob Bletcher (stagione 1), interpretato da Bill Smitrovich, doppiato da Carlo Sabatini.
- Detective Bob Giebelhouse (stagione 1-3), interpretato da Stephen J. Lang, doppiato da Mauro Bosco.
- Lara Means (stagione 2), interpretata da Kristen Cloke, doppiata da Simona Izzo.
- Cheryl Andrews (stagioni 1-2), interpretata da CCH Pounder, doppiata da Sonia Scotti.

Apparizioni speciali
- David Duchovny nel ruolo di Bobby Wingood: episodio 2x09: La setta fondamentalista (non accreditato).[3]
- Kiss (gruppo musicale che interpreta se stesso): episodio 3x05: Il maniaco dell'horror.[4]

## Trasmissione
Millennium debutta negli Stati Uniti nel 1996 e resta in produzione per tre stagioni consecutive fino a quando non viene cancellato nel 1999 per bassi ascolti. Essendo stata improvvisa la cancellazione della serie, viene prodotto un omonimo episodio di X-Files in cui vengono in parte risolti vari interrogativi lasciati in sospeso (episodio che viene trasmesso in Italia prima di parte della seconda stagione di Millennium e di tutta la terza).
In Italia la serie debutta su Italia 1 il 21 settembre 1997 in prima serata, venendo accolto da qualche critica per l'eccessiva crudezza delle immagini, e già nel corso della prima stagione viene spostato in seconda serata. L'ultimo episodio della prima stagione e i primi 16 episodi della seconda vengono trasmessi nell'estate del 1999, ma gli scarsi risultati d'ascolto spingono la direzione di rete a una lunga sospensione della serie. L'ultima parte della seconda stagione e tutta la terza vengono infine trasmessi nell'autunno del 2002 in orario notturno. La trasmissione italiana termina ufficialmente il 18 novembre 2002.
Nel 2003 l'intera serie è stata replicata sul canale di SKY Jimmy a partire dal mese di settembre. In chiaro, la serie è stata in replica su Rai 4 nel 2009.